# Fredagsmoské
 Denne artikel bør gennemlæses af en person med fagkendskab for at sikre den faglige korrekthed.

Fredagsmoské, (arabisk: مسجد الجمعة, al-Jama Masjid) kaldes den type af moskéer som hovedsageligt er bygget til muslimske fredagsbønner. Alle muslimske steder har en fredagsmoské.
Udtrykket fredagsmoské bliver undertiden også brugt om moskeé.
| Islam | Spire Denne islamartikel er en spire som bør udbygges. Du er velkommen til at hjælpe Wikipedia ved at udvide den. |